# Квецинский, Михаил Фёдорович
Михаи́л Фёдорович Квеци́нский (1866, Московская губерния, Российская империя — 31 марта 1923, Лиллехаммер, Норвегия) — военачальник русской императорской армии, генерал-лейтенант Генштаба. Участник Белого движения на Севере.

## Биография
Сын штабс-капитана. Родился 3 января 1866 года. В 1883 году окончил 3-й Московский кадетский корпус, в 1885 году — 3-е военное Александровское училище; выпущен подпоручиком в 8-ю артиллерийскую бригаду; с 14 августа 1888 — поручик.
В 1891 году окончил Николаевскую академию Генерального Штаба по 1-му разряду. Назначен состоять при Варшавском военном округе.
С 9 февраля 1892 — старший адъютант штаба 17-й пехотной дивизии; с 12 октября 1892 — помощник старшего адъютанта штаба Варшавского военного округа; 1 февраля 1893 года был переведён старшим адъютантом штаба в 3-ю гвардейскую пехотную дивизию; с 28 марта 1893 года — Капитан.
С 7 ноября 1895 по 18 ноября 1896 — цензовое командование ротой 1-го лейб-гренадерского Екатеринославского Императора Александра III полка.

### Служба на Дальнем Востоке
- 6 декабря 1897 — 25 февраля 1902:
  - 1897 — Подполковник. Штаб-офицер при управлении 1-й Восточно-Сибирской стрелковой бригады.
  - 1 мая — 12 июня 1900 — Цензовое командование батальоном в 7-м Восточно-Сибирском стрелковом полку.
  - 1900—1901 — участвовал в китайской кампании.
  - 15 июля — 8 сентября 1900 — начальник штаба Южно-Маньчжурского отряда.
  - 25 февраля 1901 — дежурный штаб-офицер полевого штаба войск Квантунской области.
  - 2 июня 1901 — И. д. военного комиссара при Мукденском дворе.
  - 6 декабря 1901 — Полковник.
- 27 февраля 1902 — И. д. военного комиссара при Мукденском правительстве.

На более прочных основаниях было поставлено дело разведки китайцами у военного комиссара Мукденской провинции полковника Квецинского. Будучи представителем русской власти в Маньчжурии, полковник Квецинский имел возможность при непрерывных сношениях с китайской администрацией получать сведения о противнике, отчасти от последней, отчасти же от специально нанятых для этой цели китайцев-разведчиков.
Разведка велась под непосредственным руководством самого полковника Квецинского, помощником которого по этой части являлся особо назначенный офицер Генерального штаба (сначала причисленный к Генеральному штабу капитан Михайлов, а впоследствии Генерального штаба капитан Сапожников).

Нельзя не отметить важное нововведение, впервые примененное полковником Квецинским, — учреждение школы для подготовки постоянных разведчиков из китайцев. К сожалению, школа была учреждена только после Мукденских боев, и нельзя не признать, что такого рода школы могли бы служить наилучшим средством для подготовки кадров надежных и сведущих разведчиков.— Деревянко И. В. «Белые пятна» Русско-японской войны. — М.: , Яуза, 2005.
- 23 февраля 1904 — Начальник гарнизона Мукдена.
- 1904—1905 — Участвовал в русско-японской войне.
- 9 марта 1904 — В распоряжении Наместника Его Величества на Дальнем Востоке.
- 6 сентября 1905 — Начальник штаба войск на Дальнем Востоке.
- 27 декабря 1906 — Командир 1-го Восточно-Сибирского стрелкового полка.
- 6 июля 1910 — Генерал-майор, начальник штаба 3-го Кавказского армейского корпуса.

### Первая мировая война

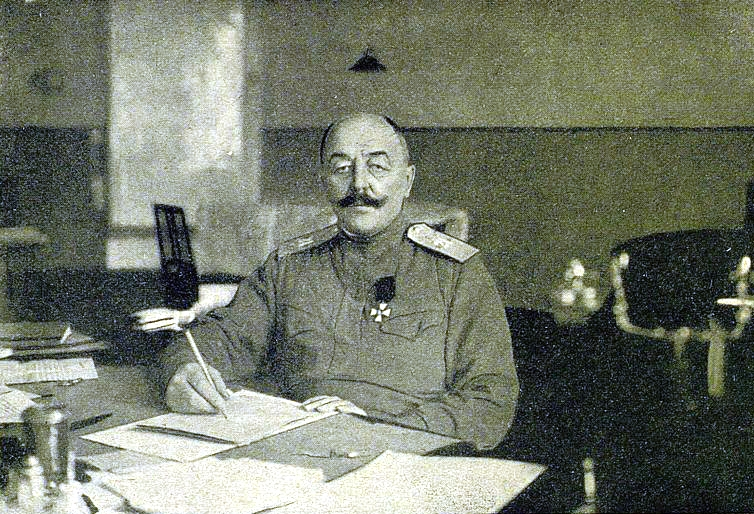
Квецинский Михаил Фёдорович

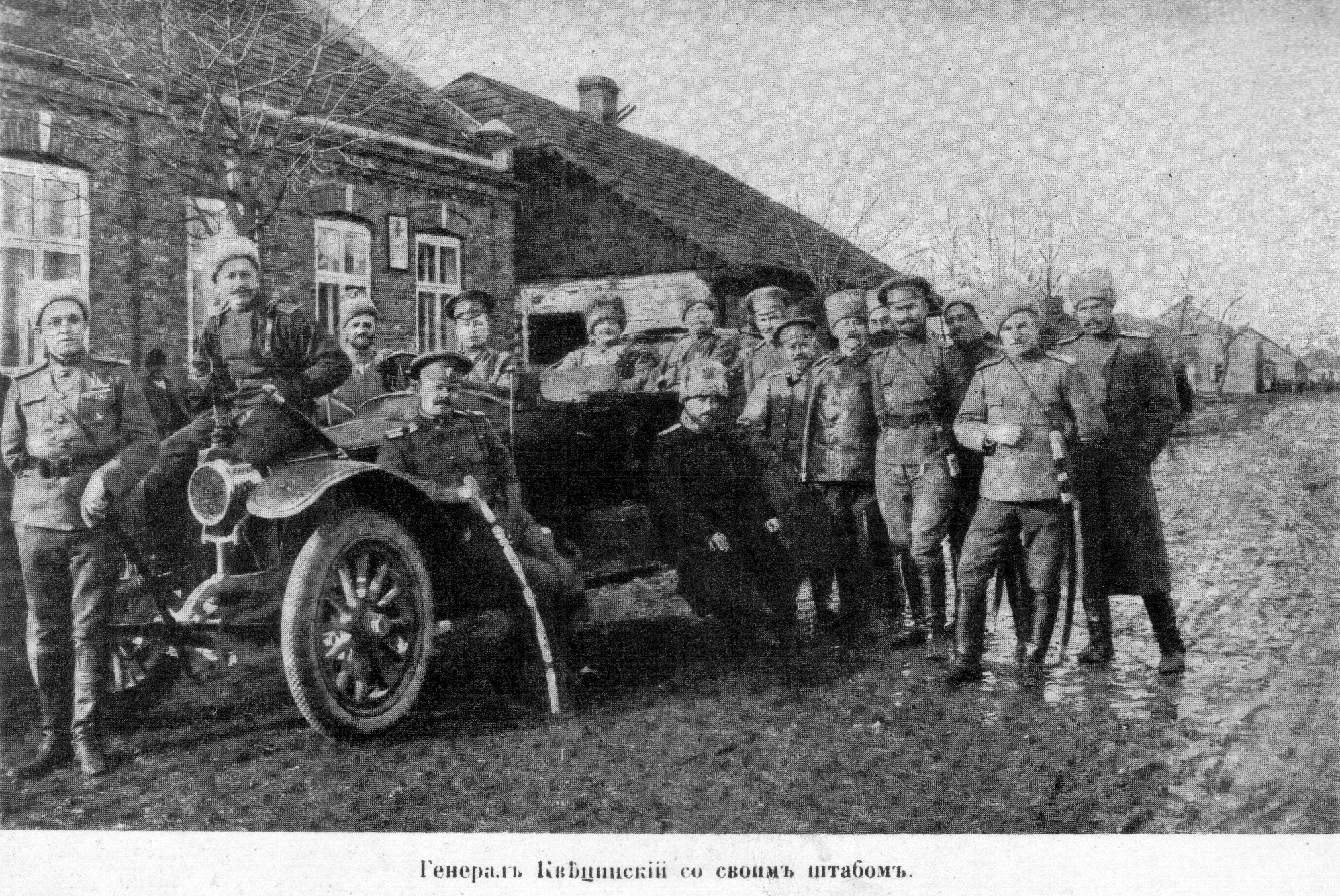
Генерал Квецинский со своим штабом.

- С 3-м Кавказским АК вступил в Первую мировую войну в составе 3-й армии Юго-Западного фронта.
- 8 января 1915 — Командующий 21-й пехотной дивизией.
- 8 февраля 1915 — Начальник штаба 2-й армии генерала В. В. Смирнова.
- 28 февраля 1915 — Генерал-лейтенант.
- 21 сентября 1915 — Начальник штаба армий Западного фронта.
- С 3 апреля 1917 — Командующий 3-й армией вместо генерала Л. В. Леша.
- 11 августа 1917 года по представлению А. И. Деникина был отчислен в резерв чинов при штабе Киевского военного округа.

Я уволил командующего армией (Квецинского) — за подчинение его воле и власти дезорганизующей деятельности комитетов, в области «демократизации» армии.— А. И. Деникин. Очерки Русской Смуты. Том первый
- С 20 октября 1917 — Командующий войсками Киевского военного округа.
- 1918 — Арестован украинскими войсками, бежал и был интернирован в Германии, после чего через Англию добрался до Архангельска.

### Белое движение на Севере
- Январь 1919 — Начальник штаба Главнокомандующего всеми русскими вооруженными силами на Северном фронте.
- 1920 — По требованию армейских кругов снят с поста, но исполнял обязанности начальника штаба до эвакуации в конце февраля 1920.

### В эмиграции
19 февраля 1920 вместе с сыном, капитаном Алексеем Квецинским, был эвакуирован в Швецию и интернирован в военном лагере Вэрнесмоен. Затем поселился в Лиллехаммере, работал на городской пивоварне и водил таксомотор в городе и окрестностях. Скончался после многомесячной болезни в больнице Красного Креста в Лиллехаммере 31 марта 1923 года.

## Отличия
- Орден Святого Станислава III степени (1893)
- Орден Святой Анны III степени (1895)
- Орден Святого Станислава II степени (1900)
- Орден Святой Анны II степени с мечами (1901)
- Орден Святого Владимира IV степени с мечами и бантом (1901)
- Орден Святого Владимира III степени (ВП 26.11.1904)
- Мечи к ордену Святого Владимира III степени (1905)
- Орден Святого Станислава I степени (08.06.1913; 02.08.1913).
- Орден Святого Владимира II степени с мечами (19.02.1915)
- Орден Святого Георгия IV степени (ВП 15.04.1915) за отличия в боях в ходе Варшавско-Ивангородской операции у г. Козеницы.
- Орден Двойного Дракона 2 степень 2 класс (23.04.1902)